# Tiktak
Tiktak è stato un gruppo musicale finlandese di Helsinki costituito da sei ragazze. Il gruppo è stato attivo dal 1999 al dicembre del 2007. La band, che cantava prevalentemente in finlandese, si dedicava a musica pop, rock e pop-rock, raggiungendo una discreta popolarità in Finlandia e in Scandinavia.

## Componenti
- Emilia "Emppu" Suhonen (15 dicembre 1985) – chitarra, voce
- Mirjami "Mimmu" Hyvönen (27 gennaio 1985) – basso, voce
- Nea Mokkila (13 gennaio 1985) – tastiera
- Noora Puhakka (11 novembre 1985) – chitarra, voce
- Petra Mauria (11 luglio 1985 – voce principale
- Tuuli Taimi (16 giugno 1985) – percussioni, voce

## Discografia
- 1999 - Frendit
- 2000 - Frendit / Friends
- 2001 - Jotain muuta
- 2002 - Jotain muuta... ja jotain uutta!
- 2003 - Ympyrää
- 2004 - Hei me soitetaan...oikeesti!
- 2005 - Myrskyn edellä
- 2007 - Sinkut 99-07